# Овчаров Степан Полікарпович
Степа́н Поліка́рпович Овчаро́в (нар. 1903 — пом. 1951) — Герой Радянського Союзу (1943).

## Життєпис
Народився у селі Набережне (нині Тростянецький район Сумської області України) у селянській родині. Українець. Освіта початкова. Працював у колгоспі.
У РСЧА з 1943 року. З того ж року в дієвій армії на фронтах німецько-радянської війни.
Стрілець 955-го стрілецького полку (309-а стрілецька дивізія, 40-а армія, Воронезький фронт) рядовий С. П. Овчаров уночі проти 22 вересня 1943 року перетнув Дніпро біля села Монастирьок (нині в межах смт Ржищів, Кагарлицький район Київської обл.) у складі штурмової групи, котра одразу вступила в бій за плацдарм і вибила противника із траншей. С. Овчаров особисто знищив більш як 20 гітлерівців. 22 вересня 1943 року в рукопашному бою знищив 12 ворожих солдат і утримав рубіж до підходу підкріплення.
23 жовтня 1943 року Степанові Полікарповичу Овчарову присвоєно звання Герой Радянського Союзу.
Після війни демобілізований. Жив у рідному селі й працював у колгоспі. Помер 27 жовтня 1951 року.